# 8 Heures d'Indianapolis 2022
Navigation
Édition précédente Édition suivante
Les 8 Heures d'Indianapolis 2022 (2022 Indianapolis 8 Hour présenté par AWS), disputées du 6 octobre 2022 au 9 octobre 2022 sur l'Indianapolis Motor Speedway, sont la troisième édition de cette épreuve. La course est la troisième manche de l'Intercontinental GT Challenge 2022.

## Course

### Classement de la course
Les voitures ne parcourant pas 70 % de la distance du gagnant sont non classées (NC).
| Pos        | Classe | no  | Écurie                                     | Pilotes                                                   | Châssis                                 | Tours | Temps                                 |
| ---------- | ------ | --- | ------------------------------------------ | --------------------------------------------------------- | --------------------------------------- | ----- | ------------------------------------- |
| Pos        | Classe | no  | Écurie                                     | Pilotes                                                   | Moteur                                  | Tours | Temps                                 |
| 1          | Pro    | 77  | Mercedes-AMG Team Craft-Bamboo Racing (en) | Daniel Juncadella Raffaele Marciello Daniel Morad         | Mercedes-AMG GT3 Evo                    | 328   | 8 h 00 min 34 s 571                   |
| 1          | Pro    | 77  | Mercedes-AMG Team Craft-Bamboo Racing (en) | Daniel Juncadella Raffaele Marciello Daniel Morad         | Mercedes-Benz M159 6,2 l V8 Atmo        | 328   | 8 h 00 min 34 s 571                   |
| 2          | Pro    | 71  | AF Corse - Francorchamps                   | Ulysse de Pauw (en) Antonio Fuoco Daniel Serra            | Ferrari 488 GT3 Evo 2020                | 328   | + 0 s 800                             |
| 2          | Pro    | 71  | AF Corse - Francorchamps                   | Ulysse de Pauw (en) Antonio Fuoco Daniel Serra            | Ferrari F154CB 3,9 L V8 Turbo           | 328   | + 0 s 800                             |
| 3          | Pro    | 96  | Turner Motorsport                          | Michael Dinan (en) John Edwards Robby Foley               | BMW M4 GT3                              | 328   | + 1 min 05 s 864                      |
| 3          | Pro    | 96  | Turner Motorsport                          | Michael Dinan (en) John Edwards Robby Foley               | BMW S58B30T0 3,0 L i6 M TwinPower Turbo | 328   | + 1 min 05 s 864                      |
| 4          | Pro    | 33  | Winward Racing                             | Philip Ellis Jules Gounon Russell Ward (en)               | Mercedes-AMG GT3 Evo                    | 328   | + 1 min 16 s 351                      |
| 4          | Pro    | 33  | Winward Racing                             | Philip Ellis Jules Gounon Russell Ward (en)               | Mercedes-Benz M159 6,2 l V8 Atmo        | 328   | + 1 min 16 s 351                      |
| 5          | Pro    | 51  | AF Corse - Francorchamps                   | Miguel Molina Pierre Ragues Davide Rigon                  | Ferrari 488 GT3 Evo 2020                | 326   | + 2 tours                             |
| 5          | Pro    | 51  | AF Corse - Francorchamps                   | Miguel Molina Pierre Ragues Davide Rigon                  | Ferrari F154CB 3,9 L V8 Turbo           | 326   | + 2 tours                             |
| 6          | Pro-Am | 94  | Bimmerworld Racing (en)                    | Bill Auberlen Chandler Hull (de) Richard Heistand (de)    | BMW M4 GT3                              | 326   | + 2 tours                             |
| 6          | Pro-Am | 94  | Bimmerworld Racing (en)                    | Bill Auberlen Chandler Hull (de) Richard Heistand (de)    | BMW S58B30T0 3,0 L i6 M TwinPower Turbo | 326   | + 2 tours                             |
| 7          | Pro-Am | 75  | SunEnergy1 Racing par AKKodis ASP          | Dominik Baumann Kenny Habul Martin Konrad                 | Mercedes-AMG GT3 Evo                    | 325   | + 3 tours                             |
| 7          | Pro-Am | 75  | SunEnergy1 Racing par AKKodis ASP          | Dominik Baumann Kenny Habul Martin Konrad                 | Mercedes-Benz M159 6,2 l V8 Atmo        | 325   | + 3 tours                             |
| 8          | Pro    | 34  | Conquest Racing                            | Alessandro Balzan Daniel Mancinelli Cedric Sbirrazzuoli   | Ferrari 488 GT3 Evo 2020                | 325   | + 3 tours                             |
| 8          | Pro    | 34  | Conquest Racing                            | Alessandro Balzan Daniel Mancinelli Cedric Sbirrazzuoli   | Ferrari F154CB 3,9 L V8 Turbo           | 325   | + 3 tours                             |
| 9          | Pro-Am | 93  | Racers Edge Motorsports                    | Mario Farnbacher Ashton Harrison Christina Nielsen        | Acura NSX GT3 Evo22                     | 324   | + 4 tours                             |
| 9          | Pro-Am | 93  | Racers Edge Motorsports                    | Mario Farnbacher Ashton Harrison Christina Nielsen        | Acura JNC1 3,5 L V6 Turbo               | 324   | + 4 tours                             |
| 10         | Silver | 38  | ST Racing                                  | Harry Gottsacker (en) Samantha Tan Nick Wittmer           | BMW M4 GT3                              | 324   | + 4 tours                             |
| 10         | Silver | 38  | ST Racing                                  | Harry Gottsacker (en) Samantha Tan Nick Wittmer           | BMW S58B30T0 3,0 L i6 M TwinPower Turbo | 324   | + 4 tours                             |
| 11         | Pro    | 3   | K-Pax Racing (en)                          | Misha Goikhberg Jordan Pepper Franck Perera               | Lamborghini Huracán GT3 Evo             | 323   | + 5 tours                             |
| 11         | Pro    | 3   | K-Pax Racing (en)                          | Misha Goikhberg Jordan Pepper Franck Perera               | Lamborghini DGF 5,2 L V10 Atmo          | 323   | + 5 tours                             |
| 12         | Pro-Am | 91  | TR3 Racing                                 | Jon Branam Jeff Burton Corey Lewis                        | Lamborghini Huracán GT3 Evo             | 322   | + 6 tours                             |
| 12         | Pro-Am | 91  | TR3 Racing                                 | Jon Branam Jeff Burton Corey Lewis                        | Lamborghini DGF 5,2 L V10 Atmo          | 322   | + 6 tours                             |
| 13         | Pro-Am | 32  | GMG Racing                                 | Klaus Bachler James Sofronas (en) Kyle Washington (pl)    | Porsche 911 GT3 R                       | 322   | + 6 tours                             |
| 13         | Pro-Am | 32  | GMG Racing                                 | Klaus Bachler James Sofronas (en) Kyle Washington (pl)    | Porsche 4,2 L Flat Six Atmo             | 322   | + 6 tours                             |
| 14         | Pro-Am | 13  | Triarsi Competizione                       | Ryan Dalziel Conrad Grunewald (de) Justin Wetherill       | Ferrari 488 GT3 Evo 2020                | 321   | + 7 tours                             |
| 14         | Pro-Am | 13  | Triarsi Competizione                       | Ryan Dalziel Conrad Grunewald (de) Justin Wetherill       | Ferrari F154CB 3,9 L V8 Turbo           | 321   | + 7 tours                             |
| 15         | Pro    | 218 | Andretti Autosport x Vital Speed           | Jarett Andretti (en) Ryan Briscoe Jeff Westphal           | Ferrari 488 GT3 Evo 2020                | 314   | + 14 tours                            |
| 15         | Pro    | 218 | Andretti Autosport x Vital Speed           | Jarett Andretti (en) Ryan Briscoe Jeff Westphal           | Ferrari F154CB 3,9 L V8 Turbo           | 314   | + 14 tours                            |
| 16         | Pro-Am | 45  | Wright Motorsports                         | Elia Erhart Jan Heylen Charlie Luck                       | Porsche 911 GT3 R                       | 309   | + 19 tours                            |
| 16         | Pro-Am | 45  | Wright Motorsports                         | Elia Erhart Jan Heylen Charlie Luck                       | Porsche 4,2 L Flat Six Atmo             | 309   | + 19 tours                            |
| 17         | Bronze | 88  | Zelus Motorsports                          | Jason Daskalos Jason Harward Seth Lucas (en)              | Lamborghini Huracán GT3 Evo             | 301   | + 27 tours                            |
| 17         | Bronze | 88  | Zelus Motorsports                          | Jason Daskalos Jason Harward Seth Lucas (en)              | Lamborghini DGF 5,2 L V10 Atmo          | 301   | + 27 tours                            |
| 18         | Bronze | 08  | DXDT Racing (en)                           | David Askew Valentin Pierburg Scott Smithson              | Mercedes-AMG GT3 Evo                    | 288   | + 40 tours                            |
| 18         | Bronze | 08  | DXDT Racing (en)                           | David Askew Valentin Pierburg Scott Smithson              | Mercedes-Benz M159 6,2 l V8 Atmo        | 288   | + 40 tours                            |
| 19         | Pro-Am | 43  | RealTime Racing (en)                       | Michael Cooper (en) Taylor Hagler (en) Erin Vogel         | Acura NSX GT3 Evo22                     | 286   | + 42 tours                            |
| 19         | Pro-Am | 43  | RealTime Racing (en)                       | Michael Cooper (en) Taylor Hagler (en) Erin Vogel         | Acura JNC1 3,5 L V6 Turbo               | 286   | + 42 tours                            |
| 20         | Pro-Am | 04  | CrowdStrike par Riley Motorsports          | Colin Braun Ben Keating George Kurtz                      | Mercedes-AMG GT3 Evo                    | 236   | + 92 tours                            |
| 20         | Pro-Am | 04  | CrowdStrike par Riley Motorsports          | Colin Braun Ben Keating George Kurtz                      | Mercedes-Benz M159 6,2 l V8 Atmo        | 236   | + 92 tours                            |
| Non classé |        |     |                                            |                                                           |                                         |       |                                       |
| Abd.       | Pro-Am | 23  | Triarsi Competizione                       | Alessio Rovera Charlie Scardina Onofrio Triarsi           | Ferrari 488 GT3 Evo 2020                | 226   | Contact                               |
| Abd.       | Pro-Am | 23  | Triarsi Competizione                       | Alessio Rovera Charlie Scardina Onofrio Triarsi           | Ferrari F154CB 3,9 L V8 Turbo           | 226   | Contact                               |
| Abd.       | Pro    | 63  | DXDT Racing (en)                           | Patrick Assenheimer Dirk Müller Bryan Sellers             | Mercedes-AMG GT3 Evo                    | 209   | Contact                               |
| Abd.       | Pro    | 63  | DXDT Racing (en)                           | Patrick Assenheimer Dirk Müller Bryan Sellers             | Mercedes-Benz M159 6,2 l V8 Atmo        | 209   | Contact                               |
| Abd.       | Pro    | 1   | K-Pax Racing (en)                          | Michele Beretta (en) Andrea Caldarelli Marco Mapelli (en) | Lamborghini Huracán GT3 Evo             | 178   | Accident                              |
| Abd.       | Pro    | 1   | K-Pax Racing (en)                          | Michele Beretta (en) Andrea Caldarelli Marco Mapelli (en) | Lamborghini DGF 5,2 L V10 Atmo          | 178   | Accident                              |
| Abd.       | Pro-Am | 39  | Stephen Cameron Racing LLC                 | Chris Cagnazzi Guy Cosmo Shane Lewis                      | Mercedes-AMG GT3 Evo                    | 103   | Endommagement à la suite d'un contact |
| Abd.       | Pro-Am | 39  | Stephen Cameron Racing LLC                 | Chris Cagnazzi Guy Cosmo Shane Lewis                      | Mercedes-Benz M159 6,2 l V8 Atmo        | 103   | Endommagement à la suite d'un contact |
| Abd.       | Pro    | 6   | US RaceTronics (en)                        | Steven Aghakhani Loris Spinelli (en) Tristan Vautier      | Mercedes-AMG GT3 Evo                    | 101   | Vibration                             |
| Abd.       | Pro    | 6   | US RaceTronics (en)                        | Steven Aghakhani Loris Spinelli (en) Tristan Vautier      | Mercedes-Benz M159 6,2 l V8 Atmo        | 101   | Vibration                             |

## Pole position et record du tour
- Pole position :
- Meilleur tour en course :

## À noter
- Longueur du circuit :
- Distance parcourue par les vainqueurs :